# Seife

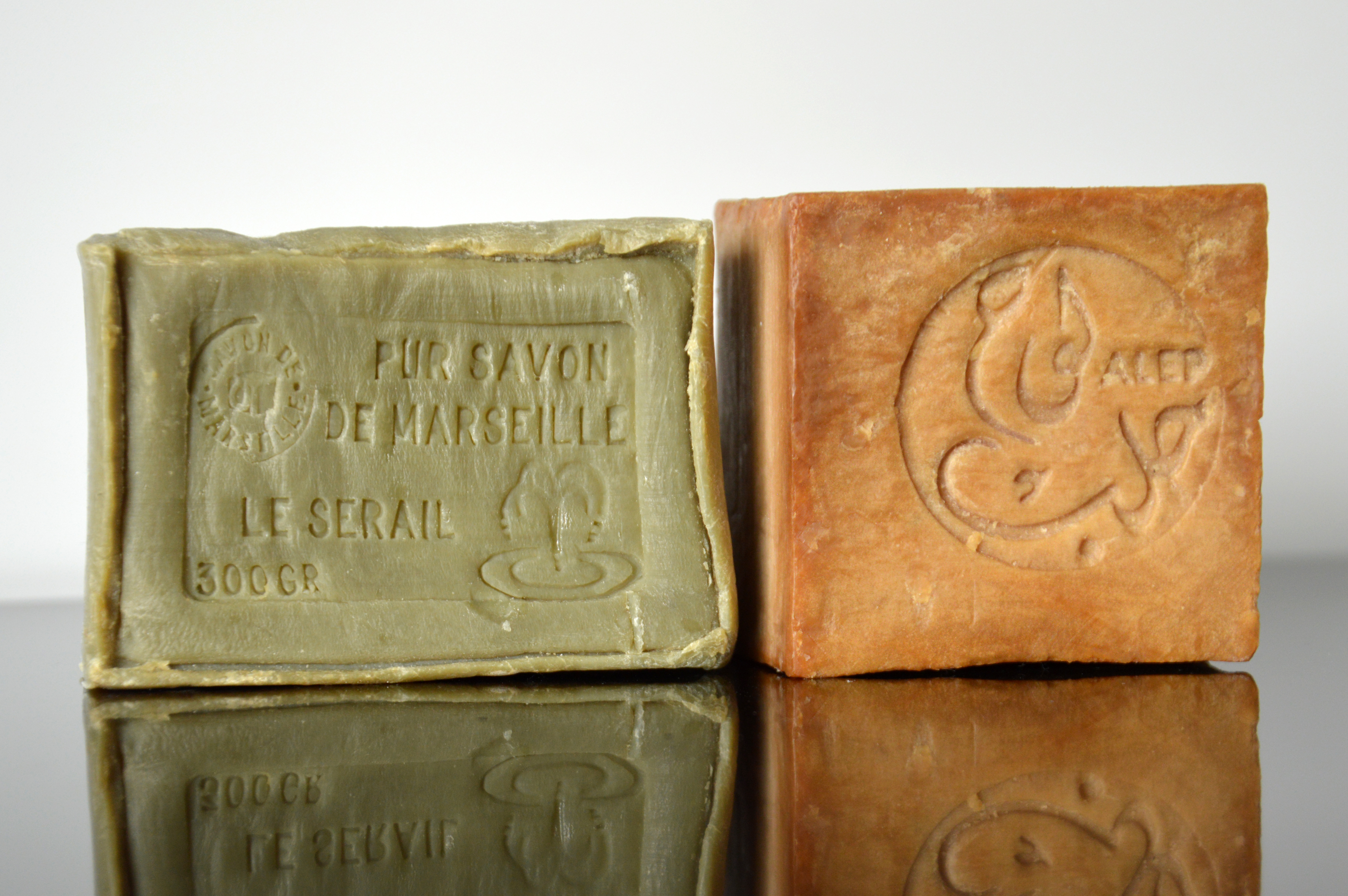
Handgefertigte Savon de Marseille und Aleppo-Seife

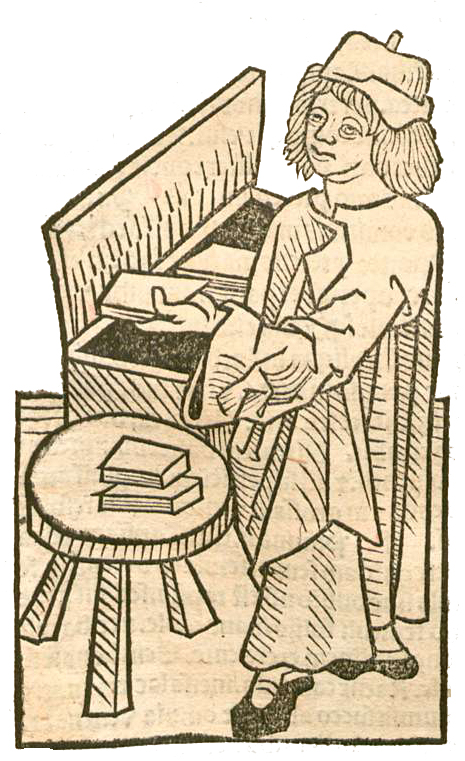
Hortus sanitatis, Mainz 1491. Abbildung zum Kapitel Sapo-Seife

Unter Seife (von althochdeutsch seifa „Seife, Harz“) wird im allgemeinen Sprachgebrauch ein festes Reinigungsmittel verstanden, das, zusammen mit Wasser, in dem es sich löst, zur Reinigung, vor allem der Hände und des Körpers, benutzt wird. Aus chemischer Sicht sind diese festen Seifen Salze von Fettsäuren. Die zur Körperreinigung verwendeten Seifen sind entweder Natriumseifen (Kernseife) oder Kaliumseifen (Schmierseife). Lithiumseife wird unter anderem als Verdickungsmittel in mineralölbasierten Schmierfetten eingesetzt. Daneben sind auch Calciumseifen und Bariumseifen technisch wichtige Metallseifen, die vielfältig verwendet werden. Zur Entfernung von einzelnen hartnäckigen Flecken aus Textilien wird als bekanntes Hausmittel häufig feste oder flüssige Gallseife eingesetzt.
Aus Sicht der Chemie versteht man unter Seifen, Detergentien oder Tensiden sog. waschaktive Substanzen, die zur Reinigung verwendet werden können, aber auch wegen ihrer grenzflächenaktiven Eigenschaften als Emulgatoren oder zur Solubilisierung eingesetzt werden können.
Seifen im engeren Sinne kommen nicht natürlich vor und werden durch Verseifung (Saponifikation) unter Verwendung eines Hydroxids (z. B. Natriumhydroxid bei Natriumseifen) mittels einer chemischen Reaktion künstlich hergestellt. Nur in Ausnahmefällen kann es in der Natur auch spontan zu einer chemischen Verseifungsreaktion kommen (Adipocire). In Wasser unlösliche Kalkseifen bilden sich hingegen oft unerwünscht bei der Verwendung von Seifen in hartem Wasser. Kalkseifen schlagen sich als Ablagerungen zum Beispiel in Waschbecken und Abflussrohren nieder. Sie können auch nach der Haarwäsche mit Seife auf dem Haar zurückbleiben, aber mit sauren Flüssigkeiten ausgespült werden. Die meisten handelsüblichen Flüssigseifen (z. B. Duschgel oder Shampoo) bestehen aus waschaktiven Substanzen (z. B. SLS oder SLES), die auf andere Weise künstlich hergestellt werden, und enthalten keine Seife. Aus diesen Substanzen lässt sich auch ein festes Waschstück herstellen, das wie eine Stückseife verwendet werden kann.

## Geschichte

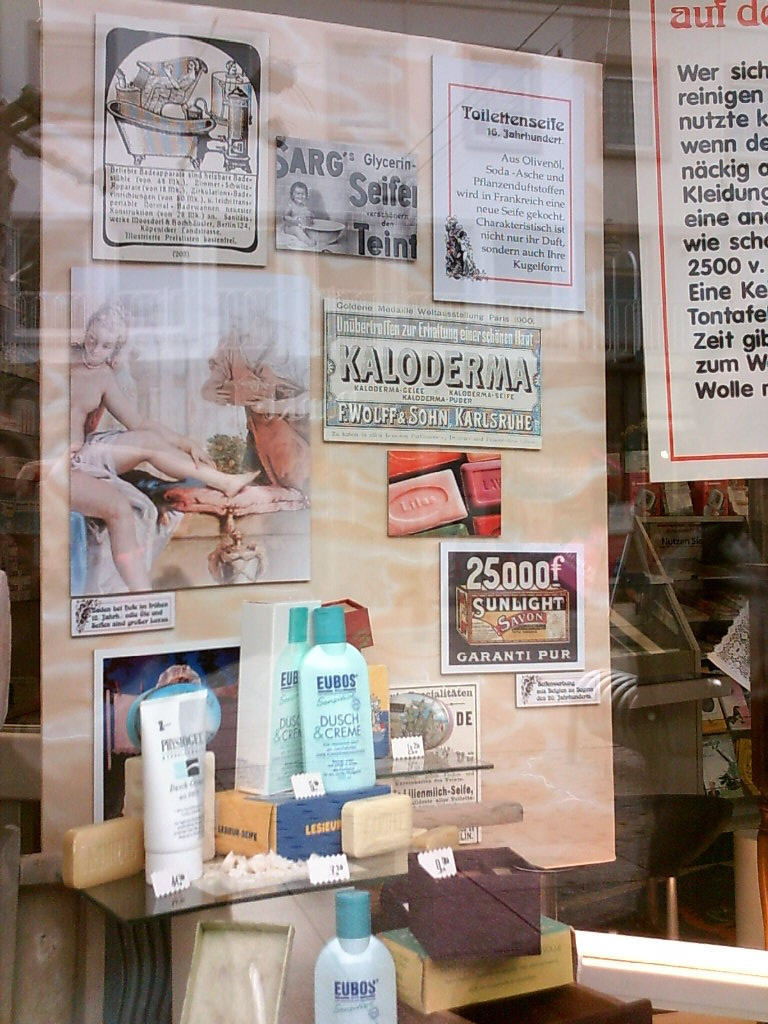
Schaufensterdekoration zur Geschichte der Seife

Erste Hinweise auf Seifenherstellung finden sich bei den Sumerern. Sie erkannten, dass Pflanzenasche vermengt mit Ölen besondere Eigenschaften hat, und schufen die Basis einer Seifenrezeptur. Man vermutet, dass sie den reinigenden Effekt des alkalischen Gemisches übersahen und sie als Heilmittel für Verletzungen verwendeten. Ägypter und Griechen übernahmen die Anleitung zur chemischen Herstellung, wobei die reinigende Wirkung der Seife erst von den Römern festgestellt wurde.
Im Alten Testament bei Jeremia (Jer 2,22 ) wird der Gebrauch mineralischer Soda (hebräisch נֶתֶר nether, englisch natron) und Lauge aus Pflanzenasche (hebräisch בֹּרִית Borith, deutsch ‚Lauge aus Pflanzenasche, Pottasche‘) zum Waschen erwähnt.
Plinius beschrieb eine altertümliche Seife aus Ziegentalg und Holzasche, und dass bei den Germanen eine weiche Seifenart im Gebrauch sei. Galen fand bei den Galliern einen häufigen Gebrauch von seifenähnlichen Stoffen.
Im Nahen Osten wurde im 7. Jahrhundert erstmals Öl und Lauge miteinander verkocht und somit die Seife in ihrer heute bekannten Form geschaffen (siehe z. B. die nach wie vor produzierte Aleppo-Seife). Mit den Eroberungen der Araber breitete sich dieses Wissen rasch auch nach Europa aus. Frankreich und Spanien gehörten später zu den Zentren der Seifenherstellung weltweit.

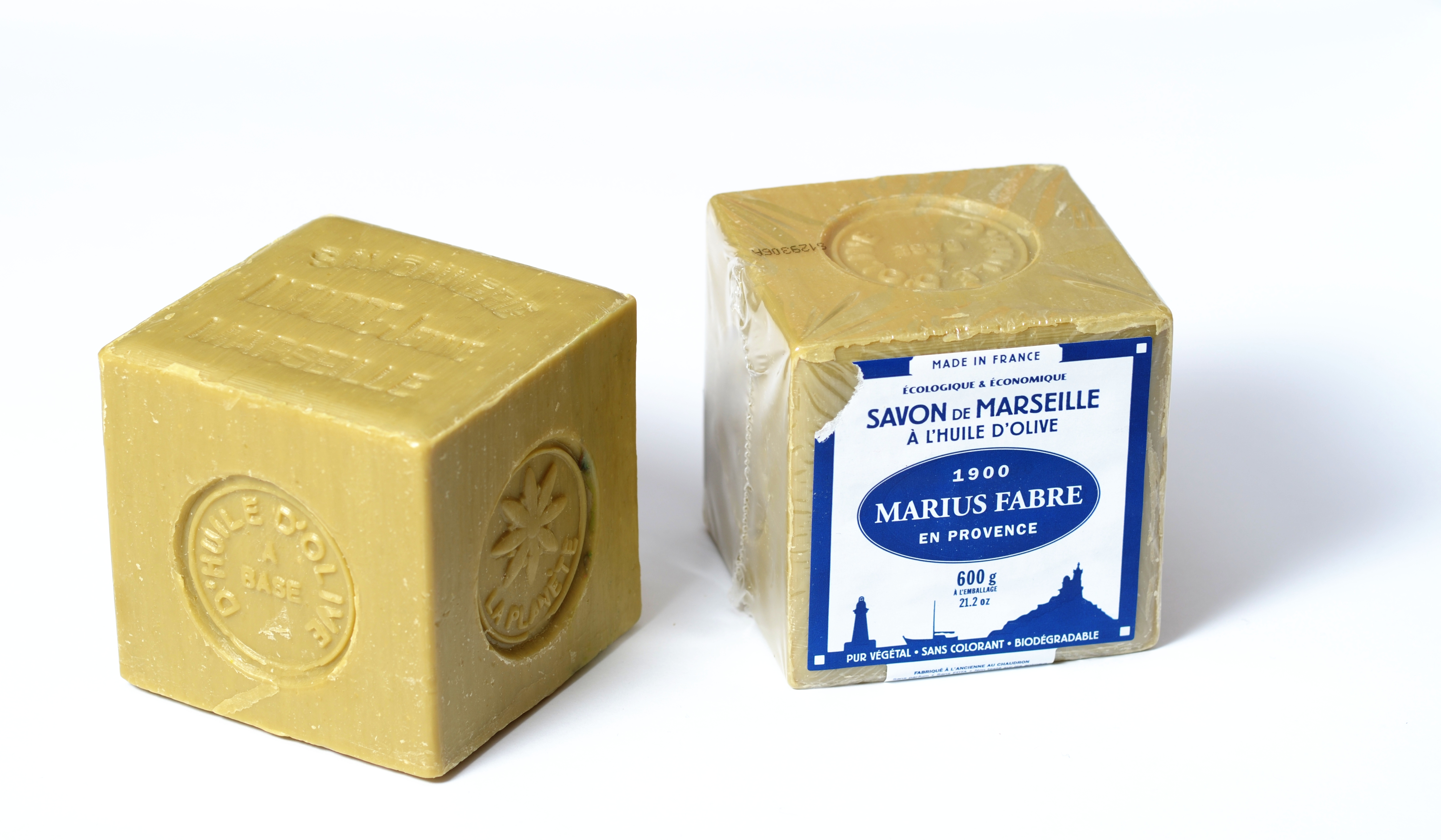
Traditionelle Savon de Marseille, eine Art Kernseife

Im Mittelalter war der Besuch des Badehauses (und damit wohl auch die Benutzung von Seife) beliebt; die Körperreinigung war besser als gemeinhin angenommen. Ebenfalls wurde Seife (lateinisch sapo, in der Humoralpathologie als „heiß und trocken im dritten Grade“ geltend) als Salbenzutat in Heilmitteln gegen Schmerzen bei Gelenkentzündungen (Gicht) und Hexenschuss (Ischialgie) eingesetzt.
Man geht davon aus, dass die Ausbreitung verschiedener Krankheiten, vor allem die der Syphilis, am Ende des Mittelalters der Grund für den Niedergang dieser öffentlichen Badehäuser war. Da die Übertragungswege unbekannt waren, meinte man zu Beginn der Neuzeit, das Badewasser öffne den Körper für die Erreger. Die Trockenreinigung fand ihre Anwendung. Bis ins 17. Jahrhundert vertraten Ärzte in Europa die Meinung, dass Wasser und Luft dem Körper schade. Kleidung diente als Schutz vor diesen schädlichen Elementen. Ein inneres Ungleichgewicht galt als Ursache für verdorbene Körpersäfte und begünstigend für Ungeziefer, womit auch der Befall mit Läusen, Flöhen und Maden erklärt wurde. Auch das Einpudern erfüllte den Zweck, den Körper nach außen hin abzuschließen. Unterwäsche sog den Körperschweiß auf; man dachte, dass der Körper so gereinigt würde.
Im 17. Jahrhundert verhalf der französische König Ludwig XIV. der Seife zu neuer Blüte, indem er die besten Seifensieder nach Versailles holte. Er erließ 1688 das noch heute bekannte Reinheitsgebot für Seife. Demzufolge galt eine Seife als besonders hochwertig, wenn sie mindestens 72 % reines Olivenöl enthielt. In der Mitte des 17. Jahrhunderts entstanden in den französischen Städten Marseille, Toulon und Lyon größere Seifenfabrikationen. Dem Franzosen Nicolas Leblanc (1742–1806) gelang es im Jahr 1790 erstmals, größere Mengen Soda künstlich herzustellen, so dass die zuvor verwendete Pottasche ersetzt werden konnte.
Im Jahr 1829 wurden in Frankreich etwa 4000 Tonnen Seife produziert. Auch in England und Deutschland gab es damals bereits bedeutende Seifenfabrikationen.
Seifen wurden auch zur Reinigung von Stoffen und Holz sowie bei der Dampfwäsche von Textilien verwendet. Nachteilig war die Bildung von Kalkseife, daher wurde das Waschwasser vorab mit Sodalösung entkalkt.
Im Jahr 1865 entwickelte der Belgier Ernest Solvay das Solvay-Verfahren, das das Leblanc-Verfahren ablöste. So war genügend Soda für die Seifenherstellung vorhanden, und Seife wurde zu einem bezahlbaren Produkt. Der Körper konnte nun regelmäßig mit Seife gewaschen und von unangenehmen Gerüchen befreit werden.
Die traditionelle Seifenherstellung aus Olivenöl hat in Marseille (Savon de Marseille), Aleppo (Aleppo-Seife), Nablus (Nabulsi-Seife) und vielen Mittelmeerländern bis heute Bestand.

## Herstellung

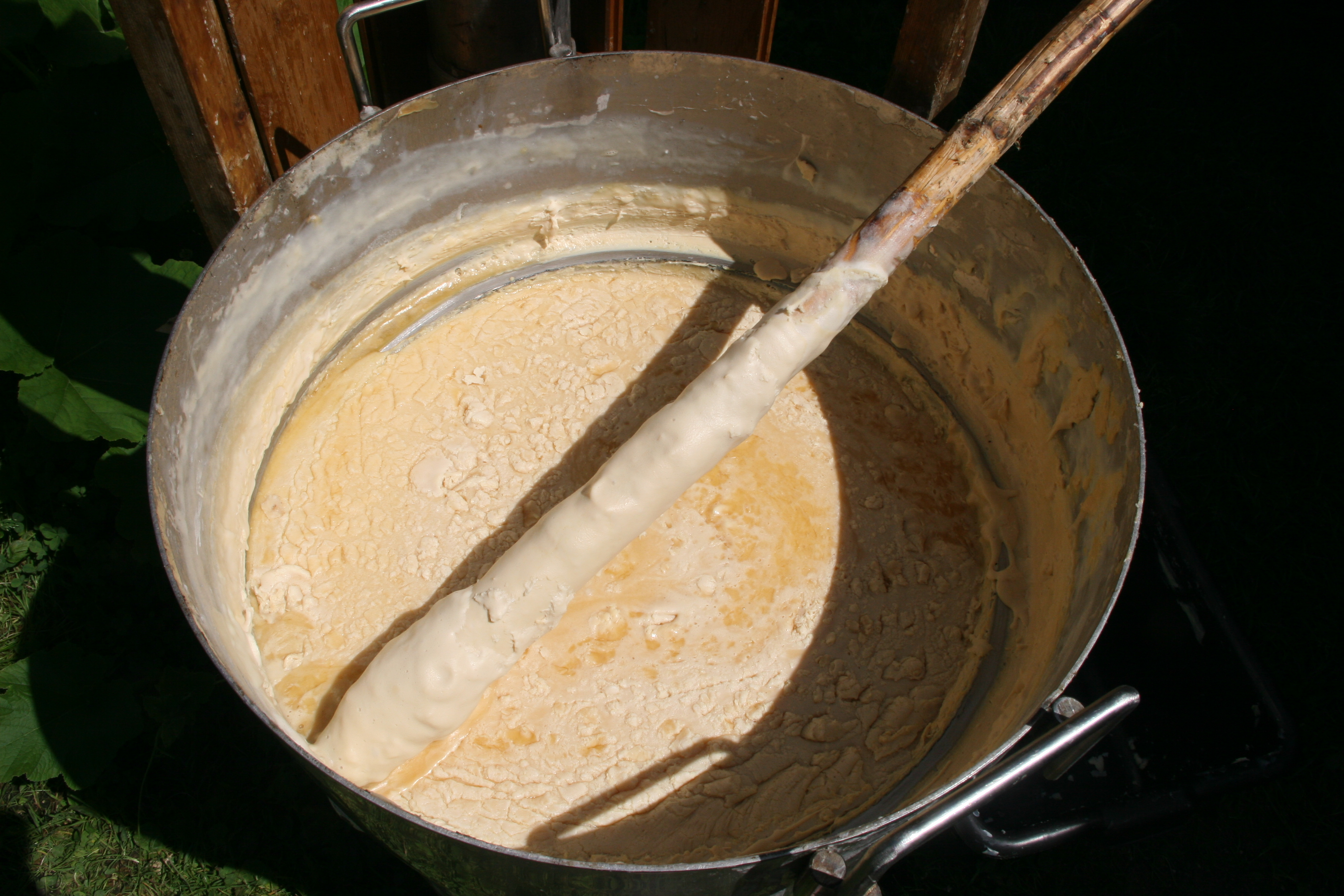
Seifenherstellung aus Schafsfett

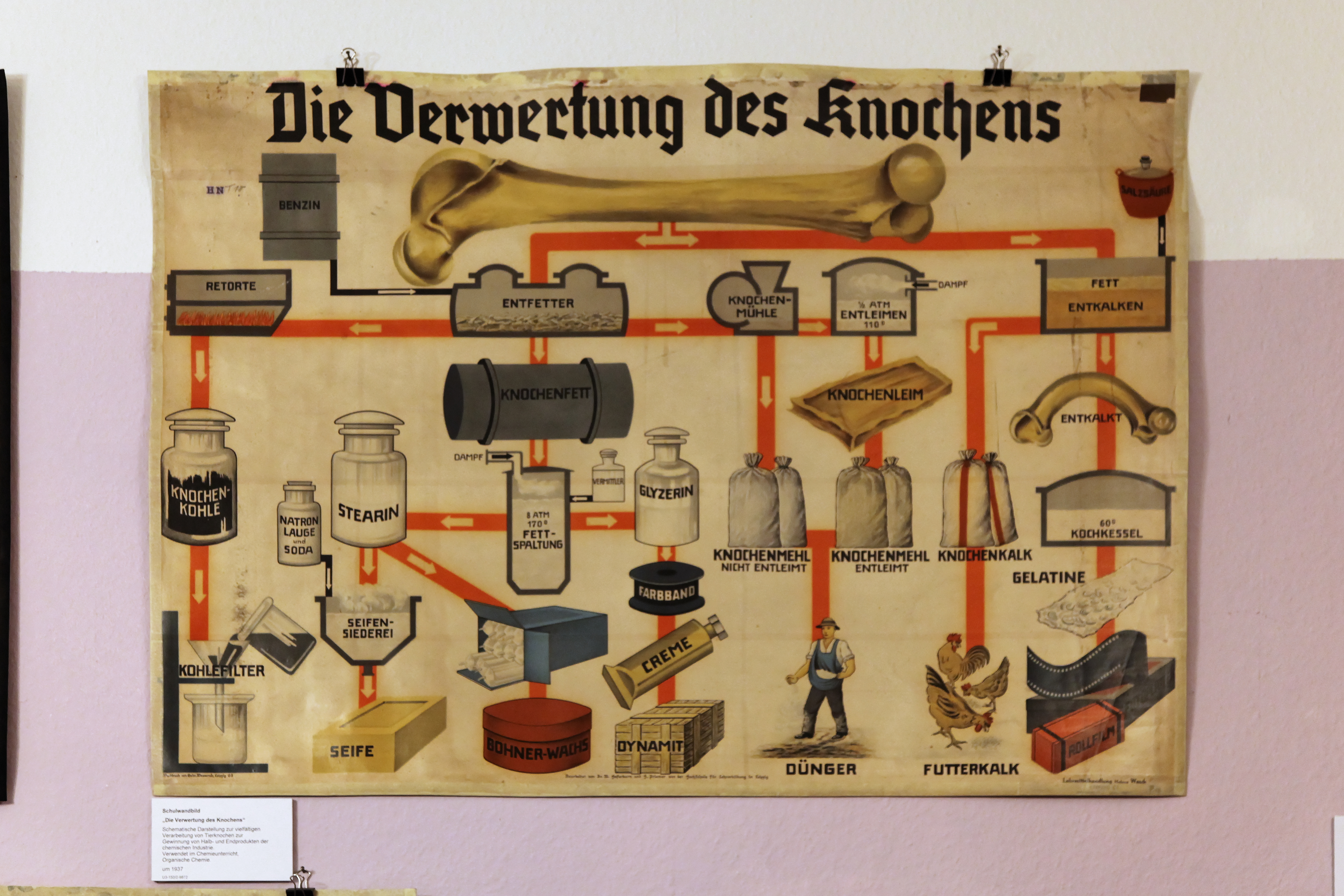
Seife auf der Schautafel „Die Verwertung des Knochens“

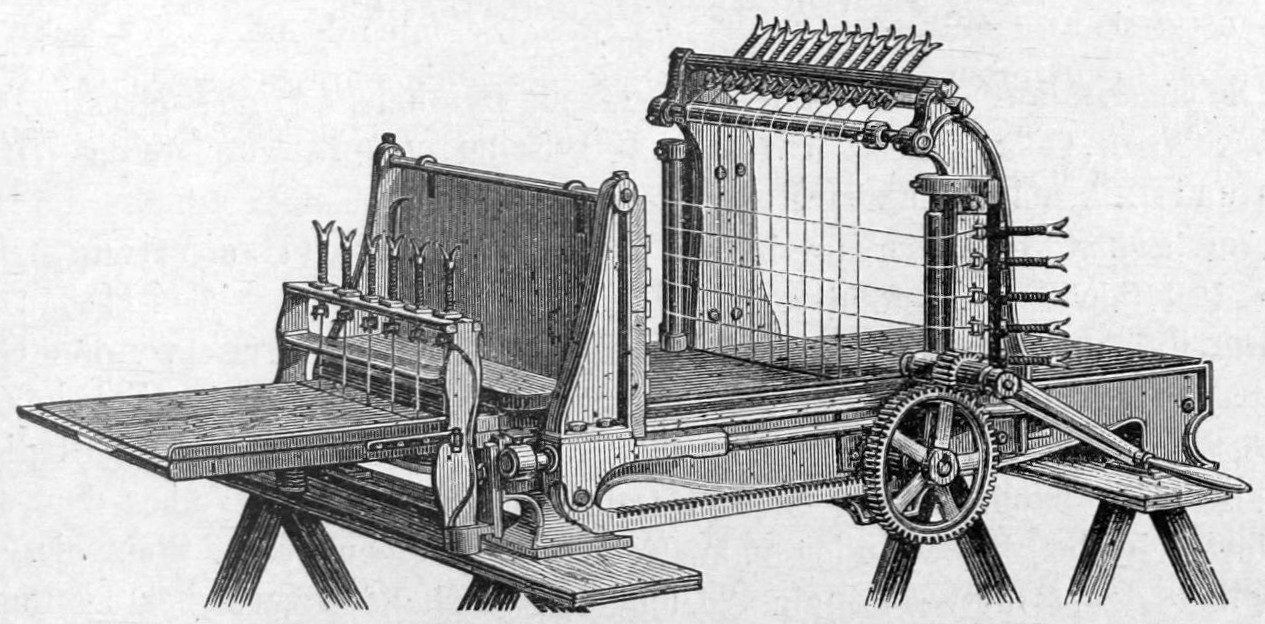
Industrieller Seifenschneider 1878

Seifen werden in der Regel aus pflanzlichen oder tierischen Fetten hergestellt. Zur Herstellung von Seifen werden meist minderwertige Fette verwendet, die durch Heißpressungen oder durch Extraktion mit Lösungsmitteln gewonnen sein können. Hauptsächlich werden pflanzliche Fette wie Kokosfett, Palmkernfett, Palmöl, Olivenöl, Sonnenblumenöl, Maisöl, Sojabohnenöl und tierische Fette wie Talg, Schmalz oder Fett aus Knochen, die bei der Tierverwertung anfallen, verwendet.
Zur Herstellung werden Fette mit einer Lauge (wie Natronlauge oder Kalilauge, früher auch Pottasche oder Soda) gekocht. Man nennt dieses Verfahren Seifensieden, die chemische Reaktion Verseifung. Die Fette werden dabei in Glycerin und in die Alkalisalze der Fettsäuren (die eigentlichen Seifen) zerlegt. Die Herstellung erfolgte früher in offenen Kesseln. Heute werden Seifen bei großtechnischer Herstellung in geschlossenen Anlagen im kontinuierlichen Betrieb gewonnen.
Die beim Sieden entstehende zähflüssige Emulsion wird Seifenleim genannt. Zur Herstellung von Kernseife wird der Seifenleim mit Natriumchloridlösung versetzt. Dabei trennt sich die Emulsion durch Aussalzen in den aufschwimmenden Seifenkern, der hauptsächlich die Natriumsalze der Fettsäuren enthält, und in die Unterlauge, die hauptsächlich überschüssige Lauge, Glycerin und gelöstes Kochsalz enthält. Der Seifenkern wird durch Abscheidung von der Unterlauge getrennt, mit reichlich Wasser und etwas Lauge aufgekocht, um die restlichen Verunreinigungen herauszulösen. Eine Wiederholung der Aussalzung führt zu einer erhöhten Reinheit der Kernseife.

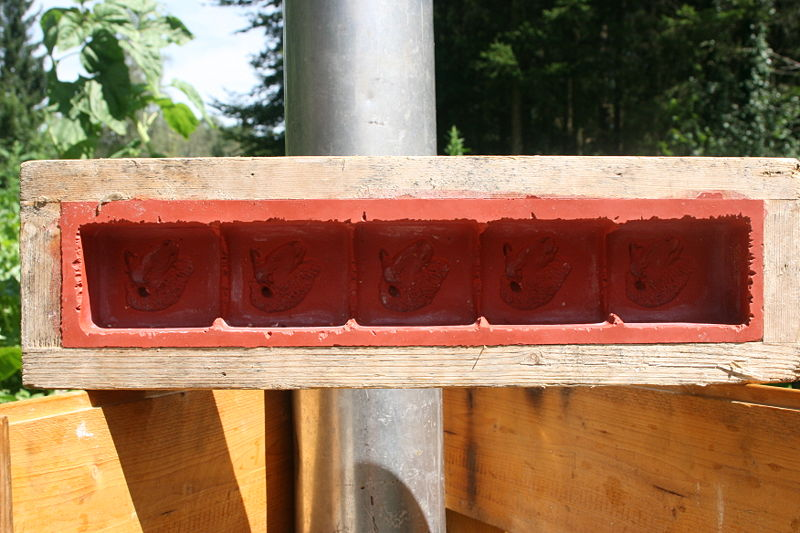
Seifen-Form

Alternativ lassen sich Seifen direkt aus freien Fettsäuren herstellen (Laugenverseifung), indem diese mit Laugen zu ihren Salzen umgesetzt werden. Geeignete Fettsäuren sind beispielsweise Laurinsäure, Myristinsäure, Palmitinsäure, Stearinsäure, Ölsäure und Ricinolsäure.
Die Konsistenz eines Seifenprodukts hängt von der Kettenlänge der Fettsäuren ab. Langkettige gesättigte Fettsäuren wie Stearinsäure oder Palmitinsäure führen zu eher fester Konsistenz. Entscheidend ist jedoch, ob Kalium- oder Natriumsalze der Fettsäuren gewonnen wurden. Wird aus dem Seifenleim durch Zusatz von Natriumchlorid der Seifenkern gewonnen, bildet sich tendenziell eine festere Seife, die Kernseife. Wird hingegen mit Kalilaugen und Kaliumsalzen gearbeitet, bilden sich Kaliumsalze der Fettsäuren, die weich bis schmierig und gut mischbar mit Wasser sind. Man erhält Schmierseifen.
Kernseife wird in Blöcken geformt und getrocknet. Zur Herstellung von Toiletteseifenstücken werden die Blöcke entweder zu Quadern aufgeschnitten oder grob gemahlen, mit Farbstoffen, Duftstoffen und Füllstoffen angeteigt, auf Walzenstühlen kalandriert (um Luft einzuschließen und Glanz zu erzeugen) und ausgewalzt, die Bänder anschließend in einer Heißpresse stranggepresst bzw. extrudiert und aus dem Strang Formen gestanzt und gleichzeitig zu Seifenstücken gepresst.
Handwerkliche Seifenherstellung

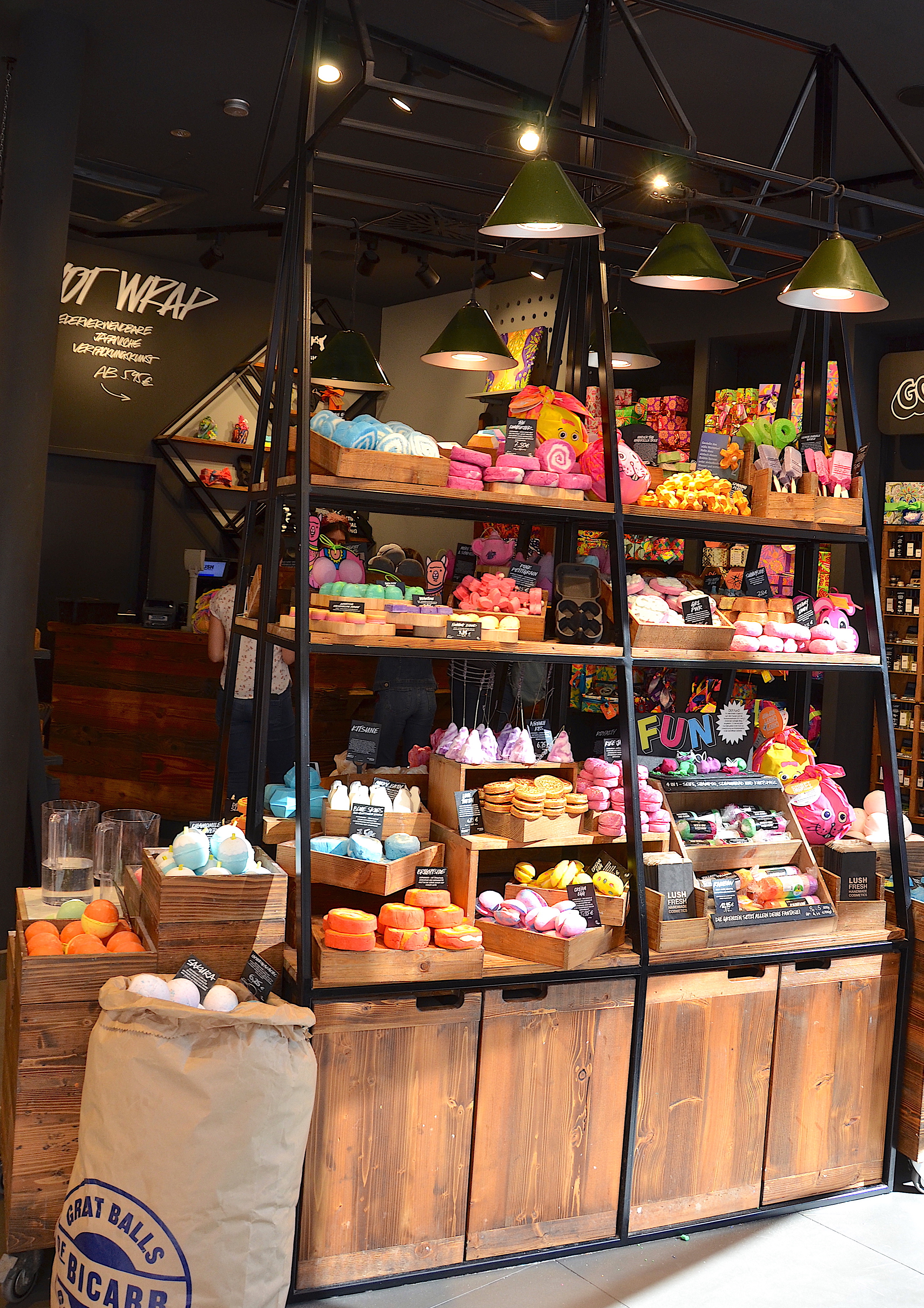
Moderner Seifenladen in Tübingen (2019)

Neben den industriellen Verfahren werden, der steigenden Nachfrage nach Naturkosmetik folgend, auch Seifen im Kaltverseifungsverfahren handwerklich hergestellt. Dabei wird den zumeist hochwertigeren Fetten, Ölen und Wachsen eine genau abgemessene Menge an Natronlauge beigefügt. Ziel ist eine unvollständige Verseifung der Fette und Öle, um eine pflegende Wirkung zu erzielen (Überfettung genannt). Da die Zutaten natürlichen Schwankungen unterliegen, wird die notwendige Menge an Natronlauge über die Verseifungszahl berechnet, aber die Überfettung nur grob angegeben, etwa „ca. 7 % Überfettung“.
Typischerweise werden diese Seifen als Seifenleim in Blockformen gegossen und anschließend in Stücke geschnitten oder in Silikonformen gegossen. Oft werden den Seifen Düfte und Farben zugesetzt. Diese Seifen sind zum Beispiel in Bioläden, auf Handwerker- und Weihnachtsmärkten zu finden und verzichten häufig auf allergene Bestandteile (künstliche Konservierungsmittel, Duftstoffe), so dass sie auch für Allergiker geeignet sind.
Im Internet finden sich Informationen zur Herstellung von Seifen im häuslichen Bereich und Rechenhilfen zur Bestimmung der nötigen Laugenmenge. Aufgrund der ätzenden Wirkung von Kali- oder Natronlauge und teilweise allergenhaltiger Zusatzstoffe (z. B. Parfümölen) sind geeignete Vorsichtsmaßnahmen zu treffen.

## Waschwirkung

Abb. 1: Hydrophober Alkylrest und hydrophile Carboxylatgruppe

Abb. 2: Mizelle in einer Seifenlösung

Abb. 3: Seife an der Wasseroberfläche

Abb. 4: Seife führt zur Bildung von stabilisierten Fetttröpfchen in Wasser

Seifen sind Gemische verschiedener Alkalisalze langkettiger Fettsäuren und zählen zu den Tensiden, genauer zu den anionischen Tensiden. Wie alle Tenside verdanken auch die Seifenmoleküle ihre Eigenschaften einer besonderen Molekülstruktur. Ein Seifenmolekül ist aufgebaut aus einer langen, wasserabweisenden (hydrophoben) Kohlenwasserstoffkette (Molekülschwanz) und einer relativ kleinen, wasserfreundlichen (hydrophilen) funktionellen Gruppe (charakteristische Gruppe, Molekülkopf), der sogenannten Carboxylatgruppe (–COO−), die in normalen, nicht sauren wässerigen Lösungen überwiegend deprotoniert vorliegt, also im polaren geladenen Zustand (Abb. 1). Man nennt Moleküle, die so gegensätzliche Eigenschaften gegenüber Wasser in sich vereinen, amphiphile Moleküle. Seifenrückstände können die Wirkung von bestimmten Desinfektionsmitteln, insbesondere quartären Ammoniumverbindungen, blockieren. Dieser Seifenfehler ist in der medizinischen Händedesinfektion von Bedeutung.
Seifen lösen sich zwar in Wasser, bilden dann aber in der Lösung aus vielen einzelnen Molekülen Assoziate, die sogenannten Mizellen (Abb. 2). Mizellen sind sehr klein und nicht sichtbar, können aber die Lösung trüben. Im Inneren einer Mizelle befinden sich die langen, unpolaren, hydrophoben Kohlenwasserstoffketten, geschützt vor dem Wasser von den hydrophilen, polaren Carboxylatgruppen, die in das Wasser hinausragen. Durch die sich abstoßenden gleichen Ladungen der Kopfgruppen wird das Zusammenballen mehrerer Mizellen verhindert.
An der Oberfläche einer Seifenlösung ordnen sich die Seifenmoleküle so an, wie es Abb. 3 zeigt. Die Anordnung hat zur Folge, dass in Seifenlösungen die Oberflächenspannung (allgemeiner: Grenzflächenspannung) der Seifenlösung viel niedriger ist als die Oberflächenspannung von reinem Wasser. Dadurch wird die Benetzbarkeit der Wasseroberfläche erhöht und das Ablösen, Emulgieren und Eindringen von Schmutz und Fett in die Wasserphase erleichtert. Dort werden Fett und Schmutz von den aus Seifenmolekülen gebildeten Mizellen aufgenommen. Wenn bei einem Reinigungsvorgang zu wenig Seife verwendet wird bzw. wenn zu viel Fett vorhanden ist, können sich zunächst sogenannte Emulsionen bilden, die dann zuletzt mit frischem Wasser oder neuer Seifenlösung abgespült werden müssen.
Leitungswasser kann regional unterschiedlich erhöhte Konzentrationen an Calciumkationen enthalten, die das Wasser „hart“ machen. Positiv geladene Calciumkationen können auch an die negativ geladenen polaren Endgruppen der Seifen-Mizellen gebunden werden. Dadurch wird die Reinigungswirkung der Seifenlösung stark verringert, denn es bilden sich in Wasser unlösliche sog. Kalkseifen ohne Waschwirkung, die sogar als weißer Film auf dem Wasser schwimmen können, sich an Gefäßwandungen und Armaturen absetzen können und zur Bildung von Fettläusen führen.

## Sorten

### Leimseife
Leimseifen werden als homogene Masse, dem Seifenleim, unmittelbar nach der Verseifung zur Erkaltung in Formen gegossen. Es erfolgt keine Abtrennung des Glycerins. Dabei werden die Öle und Fette durch die Lauge bei geringer Temperatur (ca. 30 bis 40 °C) verseift. Derart kaltgesiedete Seifen werden gelegentlich auch unter der Bezeichnung Leimseife angeboten. Heute sind handwerklich hergestellte Seifen meist Leimseifen.

### Kernseife
Kernseifen sind feste Seifen und bestehen in der Regel aus den Natriumsalzen von Fettsäuren. Sie werden durch das Aussalzen des Seifenleims gewonnen, wobei das Glycerin abgetrennt wird. Kernseifen sind die meisten handelsüblichen Körperseifen, also auch die Feinseifen. Im Handel werden vor allem billigere, unparfümierte Seifen „Kernseifen“ genannt, die für Reinigungszwecke und zum Filzen verwendet werden.

### Halbkernseife
Halbkernseifen oder auch Eschweger Seifen sind feste Seifen, deren Seifenleim unvollständig ausgesalzt wird. Durch Verrühren des abgeschiedenen Seifenkerns mit dem Seifenleim erhalten die festen Seifenstücke eine feinmarmorierte Oberfläche. Seifen dieser Art wurden ab Mitte des 19. Jahrhunderts zur Textilreinigung verwendet.

### Schmierseife
Schmierseifen sind flüssige oder halbfeste Seifen, die aus preiswerten Fetten oder Ölen durch Verseifen mit Kalilauge hergestellt werden. Sie sind also ein Gemisch von Kalium-Salzen von höheren Fettsäuren, also Kaliumseifen. Sie werden auch Flüssigseife oder historisch Fassseife genannt, lassen sich leicht in Wasser auflösen und zu Reinigungszwecken z. B. im Haushalt verwenden. Aufgrund der Bildung von Kalkseifen muss die Seifenmenge bei hartem Wasser deutlich erhöht werden, um die Waschwirkung zu erhalten.
Schmierseife war bereits vor 1859 unter dieser Bezeichnung bekannt und wurde damals häufig aus Leinöl, Rapsöl und Hanföl (Grüne Seife) bereitet.

### Feinseife
Feinseifen oder auch Toilettenseifen sind in der Regel Zubereitungen auf der Basis von reinen, geruchsneutralen Kernseifen, die hauptsächlich zum Waschen der Hände verwendet werden. Sie sind oft mit pflegenden Zusätzen, etwa Lanolin (Wollwachs), sowie Parfüms und Farbstoffen versetzt. Manchmal werden auch Leimseifen als Feinseifen angeboten.
Bereits vor 1859 wurden Toilettenseifen verwendet, damals diente der Zusatz von Parfümölen zur Geruchsüberdeckung von Talgresten in der Seife.

### Rückfettende Seifen
Rückfettende Seifen sollen das beim normalen Waschvorgang gelöste Hautfett ersetzen. Dazu werden rückfettende Substanzen zugefügt, einer fertigen Kernseife weitere Fette hinzugefügt oder bei der Herstellung kaltgesiedeter Seifen ein Fettüberschuss eingesetzt.

### Glycerinseife
Glycerinseife oder auch Transparentseife ist eine Seife, die einen hohen Glycerinanteil hat. Sie ist trübe bis glasig durchsichtig. Sie ist einfach zu schmelzen (wie viele Wachse) und wird deshalb auch als Bastelseife gebraucht. Glycerinseifen haben eine geringere Dichte als Wasser und sind damit leichter.
Bereits vor 1859 war die Transparentseife bekannt, damals löste man die Fettsäure in Alkohol und füllte die Mischung bis zur Erstarrung in Formen.

### Papierseife
Papierseife ist hauchdünn geschnittene Feinseife. Die Stücke sind so portioniert, dass sie sich zügig auflösen.

### Rasierseife
Rasierseife wird mit einem hohen Anteil Stearinsäure aus Stearin und Kokosöl gefertigt, damit der Schaum cremig wird und stabil bleibt. Dabei wird nicht nur mit Natronlauge, sondern häufig mit einem Anteil Kalilauge verseift. Hierdurch wird die Rasierseife geschmeidiger und lässt sich besser anschäumen. Sie wird sowohl in Form von runden Seifenstücken als auch in Stangenform („Sticks“) angeboten.

### Gallseife
Gallseife entsteht durch die Vermengung von Seife mit Rindergalle. Die Gallensäuren fungieren als zusätzliche Emulgatoren und helfen bei der Entfernung von Fett- und Eiweißflecken aus Textilien.
Bereits vor 1859 wurde auf die Vorteile dieser Seife zur Fleckentfernung von Gaultier de Claubry hingewiesen. Die Seife wurde auch unter den Namen Fleckseife oder Fleckkugeln in den Handel gebracht.

### Arztseife und antibakterielle Seife
Sogenannte Arztseifen oder Medizinische Seifen sind Seifen mit angeblich hautschonenden Zusammensetzungen. „Arztseife“ ist nicht unbedingt desinfizierend. Häufig werden auch reine Glycerinseifen als Arztseifen angeboten. Einige Seifen enthalten bakterienhemmende Zusätze, wie z. B. Farnesol oder Triclosan. Untersuchungen der Universität von Michigan haben gezeigt, dass spezielle für den Hausgebrauch produzierte antibakterielle Seifen Keime nicht besser entfernen als herkömmliche Seife. Wie bei allen antibakteriellen Wirkstoffen besteht das Risiko, dass die Keime Resistenzen entwickeln. Nicht untersucht wurden Seifen zum medizinischen Einsatz, die deutlich höhere Konzentrationen von antibakteriellen Mitteln enthalten.

### Benzinseife
Benzinseife ist ein Fleckenentferner auf Basis von Leichtbenzin zum Entfernen organischer Verschmutzungen und zur Vorbehandlung bei Verschmutzung durch Schmieröl und -fette auf Textilien.

### Moderne Flüssigseifen
pH-neutrale Flüssigseifen finden Anwendung zum Händewaschen, überwiegend aber als Duschgel, Shampoo und Schaumbäder. Sie sind aus den Schmierseifen hervorgegangen, haben jedoch völlig andere Inhaltsstoffe (Tenside) und Eigenschaften.

### Waschmittel
Als Textilienwaschmittel haben Seifen an Bedeutung verloren, da sich durch die Wasserhärte unlösliche, flockige bis klebrige Calcium- und Magnesiumsalze der Fettsäuren bilden und Seifen nur im basischen Bereich waschaktiv sind, was Textilfasern belasten kann. In heutigen Waschmitteln werden Seifen nur in kleinen Mengen zugesetzt, da die beim Waschvorgang entstehenden Kalkseifen die Schaumentwicklung mindern, d. h. als Entschäumer wirken.

## Vor- und Nachteile

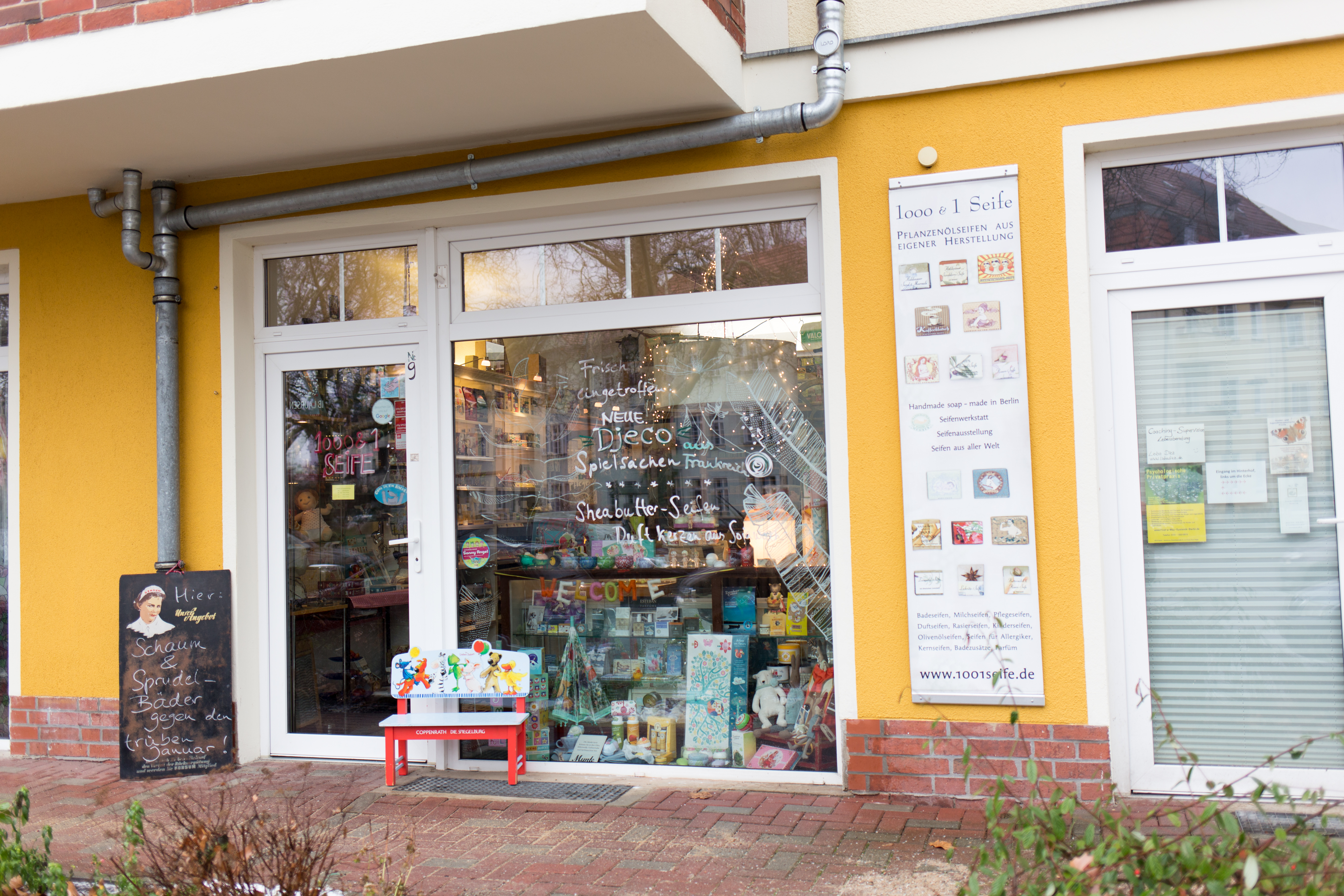
Seifenladen in Berlin-Karlshorst (2019)

Seifen werden in Industrieländern kaum als Waschmittel eingesetzt, da andere Tenside verfügbar sind. Seifen in modernen Waschmitteln regulieren lediglich durch die Bildung von Kalkseifen die Schaumbildung.
Nachteile von Seifen sind:
- Seifen entfernen nicht nur Schmutz, sondern auch einen Teil des natürlichen Fettfilmes der Haut. Dies kann, besonders bei zu häufigem Waschen, zu rissiger, rauer Haut führen. Schutz davor bieten Seifen mit hohem Glyceringehalt (das z. B. beim Kaltverseifen im Fertigprodukt bleibt).
- Seifen als Alkalisalze von Fettsäuren reagieren in Wasser alkalisch, erhöhen also den pH-Wert. Das kann nicht nur Textilfasern schädigen, sondern auch den Säureschutzmantel der Haut beeinträchtigen:

{\displaystyle \mathrm {RCOO^{-}+H_{2}O\longrightarrow RCOOH+OH^{-}} }
- Seifen können mit den Calciumionen im harten Wasser einen Niederschlag (Kalkseife) bilden, der sich auf festen Oberflächen als weißlicher Belag absetzt:

{\displaystyle \mathrm {2\ RCOO^{-}+Ca^{2+}\longrightarrow Ca(RCOO)_{2}} }
Vorteile von Seifen gegenüber synthetischen Tensiden sind:
- gute biologische Abbaubarkeit
- Naturreine Seifen (z. B. Olivenölseifen) sind für Allergiker geeignet, da Seifen, hergestellt aus natürlichen Fetten, von den meisten Menschen vertragen werden. Dagegen können synthetische Tenside als Allergen wirken.
- geringer Energieaufwand und Ressourceneinsatz bei der Herstellung

## Physiologie des Waschens mit Seife
- Seife entfernt beim Waschen Talgstauungen, Puder- und Cremereste aus den Poren. Dadurch wird die Hautatmung normalisiert.
- Seife greift den Fettmantel der Haut an und löst ihn mehr oder weniger ab.
- Das Seifen-Alkali neutralisiert den Säuremantel der Haut. Diese Wirkung ist jedoch 30 Minuten nach dem Waschen wieder ausgeglichen.
- Seifenlösung bewirkt Quellung der Haut. Diese Quellwirkung ist bei gesunder Haut ohne Bedeutung, kann aber im krankhaften Zustand zum Austrocknen und zur Rissbildung führen.
- Seifen können reizend wirken, wenn höhere Anteile an kurzkettigen, gesättigten Fettsäuren vorhanden sind. Allergische Hautreaktionen werden jedoch eher durch enthaltene Parfümöle und Zusatzstoffe ausgelöst.

## Seife und Erziehung
In der Kindererziehung vor allem des amerikanischen Kulturraumes fand die Seife bis in die jüngere Vergangenheit Verwendung: Um den Kindern den Gebrauch von Schimpf- und Fäkalwörtern abzugewöhnen, wurde deren Mund zur Strafe mit Seife, meist auf einen Lappen aufgetragen, ausgewaschen. Hiermit sollte die „Schmutzigkeit“ bestimmter Begriffe verdeutlicht werden. Der ekelerregende Geschmack sollte die Kinder konditionieren, den Gebrauch der Wörter zu vermeiden.

## Verschlucken und Einatmen
Kleinkinder verschlucken gelegentlich feste oder flüssige Seifen, insbesondere aromatisierte Produkte (Ingestion). Die Gefährlichkeit (Toxizität) von Seife ist gering, jedoch ist sie schleimhautreizend und kann zum Brennen im Hals, zu Übelkeit, Würgen, Erbrechen, Blähungen oder auch Bauchschmerzen führen. Gelangen Seifenprodukte in die Lunge, wirken sie auf die Oberflächenproteine in den Lungenbläschen und können Entzündungen und Gewebsveränderungen hervorrufen. Ein versehentliches Einatmen (akzidentielle Aspiration), v. a. bei schäumenden Seifen, äußert sich oft in Hustenreiz oder Atemnot. Gelegentlich treten Atemnot, andere Lungenbeschwerden (pulmonale Beschwerden), Fieber oder Erbrechen auch mit Verzögerung ein. Um ein Aufschäumen der Seife im Magen und ein mögliches Einatmen zu vermeiden, sollte möglichst bald nach Aufnahme ein „Entschäumer“ (Dimeticon) eingenommen und stilles Wasser oder Tee nachgetrunken werden.

## Seifen zur Oberflächenbehandlung

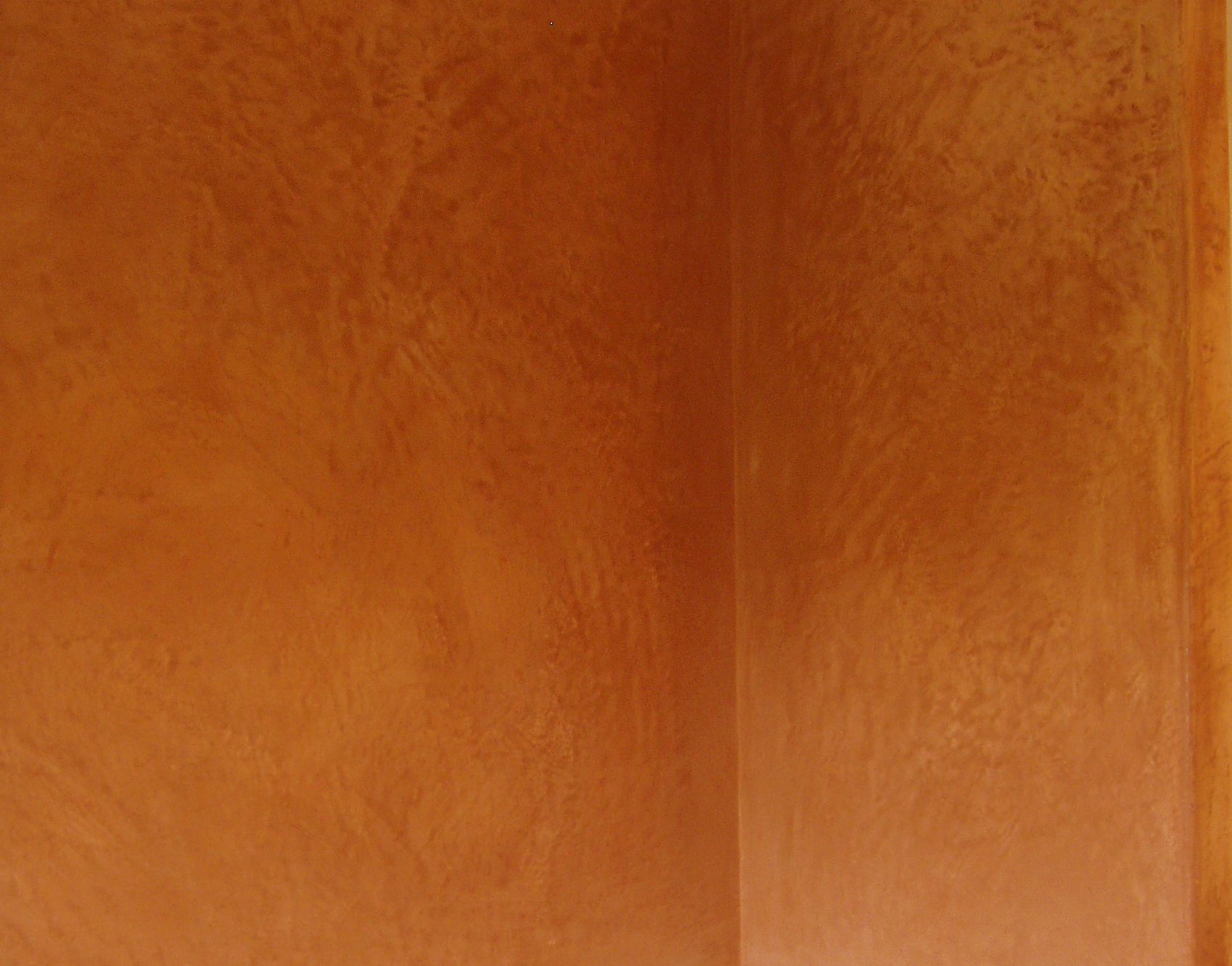
Tadelakt-Wandbemalung

In Marokko und anderen nordafrikanischen Staaten werden in der Tadelakt-Technik zur Ausschmückung von Hausinnenwänden Natrium- und Kaliumseifen auf Kalkputz aufgetragen. Durch die Bildung wasserunlöslicher Kalkseifen erhält man eine wasserfeste, glänzende Oberfläche. Frisch verputzte oder gekalkte (mit Kalkputz oder Kalkfarbe) Flächen werden mit Seife eingerieben und mit glatten Steinen poliert. Je nach Ausführungsart ergeben sich zart schimmernde, teils marmorierte Oberflächen.
Anstriche mit Seifen aus unraffiniertem, naturbelassenem, gelbrotem Palmöl duften nach Veilchen, da durch Zersetzung des im Öl enthaltenen Carotins der Duftstoff Jonon entsteht.
Seife wird traditionell zur Oberflächenbehandlung von Holz, Terracotta und anderen porösen Baustoffen verwendet. Farbtönungen werden aufgehellt, Strukturen werden vereinheitlicht. Im Gegensatz zu Öl verbleiben Seifenlösungen oder Wachse an der Oberfläche. Öl dringt tief in das Material ein und führt zu einer Abdunkelung und zur Hervorhebung von Strukturen und Maserungen. Ein Seifenauftrag kann auf eine Öl-Imprägnierung folgen, um die Poren zu verschließen. Das Öl wird dabei oberflächlich verseift. Das Anfeuern der Oberfläche wird abgemildert, jedoch nicht rückgängig gemacht.
Der Auftrag einer Seifenlösung hinterlässt einen schmutzabweisenden Film, der das Eindringen von Fett und färbenden Flüssigkeiten wie Rotwein jedoch nicht verhindern kann. Helle Steinoberflächen verändern ihr Erscheinungsbild meist kaum. Auf dunklen Oberflächen kann sich ein Schleier bilden, der leicht zu entfernen ist. Größere Mengen Seife können zu einem matten Glanz poliert werden.
Durch regelmäßiges Waschen mit Seifenlauge werden Flecken und Holzoberflächen ausgebleicht. Fettflecken sind zunächst deutlich sichtbar, verblassen jedoch im Verlauf von einigen Monaten. Bestimmte Holzinhaltsstoffe werden ausgewaschen, das Nachdunkeln des Holzes wird ausgeglichen, Weichholz erhält eine sehr helle, gelaugte Oberfläche. In Köln und anderen Regionen werden Wirtshaustische aus unbehandeltem Ahornholz hergestellt, die durch das gelegentliche Scheuern mit Seife (und gegebenenfalls feinem Sand) eine dauerhaft helle, schmutzunempfindliche Oberfläche erhalten.

## Filmbeiträge
- Annette Frei Berthoud: Schaum und Duft. Dokumentation von NZZ Format, 30 Min. (Informationen; online bei YouTube).
- Orientalische Seife. In Aleppo, Tripoli und Beirut. Dokumentation, 45 Min., ein Film von Birgitta Ashoff, Produktion: SR, Erstsendung: 17. Januar 2007